# Biolekt
Biolekt – odmiana funkcjonalna języka uzależniona od czynników biologicznych takich jak płeć oraz wiek, którym towarzyszą czynniki społeczno-kulturowe oraz psychologiczne. Różnice pomiędzy biolektami nie mają charakteru systemowego. Termin ten został wprowadzony przez Aleksandra Wilkonia w 1987 roku.

## Język kobiet a język mężczyzn
Według Aleksandra Wilkonia cechy języka kobiet to między innymi: wysoka skala ekspresji fonicznej, zachowawczość, większa staranność względem języka mężczyzn, szczegółowość, grzeczność oraz mniejsza agresywność. Badacz zauważa również, że wiele negatywnych zjawisk występujących współcześnie w języku, takich jak wulgaryzacja i technicyzacja, jest wynikiem oddziaływania na polszczyznę języka mężczyzn.
Również tematyka rozmów zmienia się ze względu na płeć: przeważnie tematy opowiadań mężczyzn to rzeczy postrzegane jako niezwykłe, zaś kobiety rozmawiają o sprawach codziennych. Ponadto mężczyźni rzadziej niż kobiety cytują wypowiedzi innych osób oraz puentują historie morałami.
Polską badaczką zajmującą się językiem kobiet jest Kwiryna Handke.

## Język a wiek
Dokładne porównanie języka młodzieżowego oraz języka ludzi dorosłych (w tym języka osób najstarszych) nie jest możliwe ze względu na niedostateczną liczbę badań dotyczących tego drugiego.
Zasadnicze różnice między językami ludzi przynależących do innych pokoleń dotyczą leksyki oraz znajomości frazeologii. Dodatkowymi czynnikami różnicującymi, skorelowanymi z wiekiem, są: różnice w zakresie aksjologicznym, zakres tabu, zmiany w modelu grzeczności, zmiany stereotypów, inne kody semiotyczne w komunikacji oraz podejście do języka ojczystego.